# Jochen Blum
Jochen Blum (* 22. Januar 1959 in Ludwigshafen) ist ein deutscher Facharzt für Chirurgie und Unfallchirurgie, Professor für Musikphysiologie und Fachbuchautor.

## Werdegang und Wirken
Blum erlernte zunächst den handwerklichen Beruf des Geigenbauers in Siena, wo er anschließend auch Medizin studierte. Weitere Studienorte waren Mainz, Boston und London. Er promovierte an der Johannes Gutenberg-Universität Mainz im Bereich Neurochirurgie und wurde dort im Bereich der Traumatologischen Biomechanik habilitiert. Des Weiteren war Blum zunächst geschäftsführender Oberarzt der Universitätsmedizin der Johannes Gutenberg-Universität Mainz. Seit 1995 ist Blum außerplanmäßiger Professor für Musikphysiologie und Musikermedizin an der Hochschule für Musik und Darstellende Kunst. Des Weiteren ist Blum an der Johannes Gutenberg-Universität Mainz außerplanmäßiger Professor für Unfall- und Handchirurgie. 
Blum ist Chefarzt und Durchgangsarzt für Unfallchirurgie im Klinikum Worms. Er wurde im Juni 2016 als medizinischer Experte in den Beirat der „Mainzer Trauma-Stiftung“ berufen, die unter dem Dach der Johannes Gutenberg-Universitätsstiftung als neu gegründete Treuhandstiftung die medizinische Forschung auf dem Gebiet der Alterstraumatologie fördert. Er erstellte als Autor bzw. Co-Autor mehr als 120 wissenschaftliche Publikationen, unter anderem über Musikphysiologie und Musikermedizin.

## Literarische Werke (Auswahl)
- 1988: Über den Wert der Antibiotikaprophylaxe bei Siliconimplantaten (Universität Mainz)
- 1995: Medizinische Probleme bei Musikern (Thieme) (ISBN 978-3-131002815)
- 2000: Unaufgebohrte Humerusnagelung : klinische und biomechanische Untersuchungen eines neuen Titan-Marknagelsystems zur Behandlung von Humerusschaftfrakturen (Springer) (ISBN 978-3-540-67095-7)

## Weblink
- Klinikum Worms – Zentrum für Unfallchirurgie, Orthopädie und Handchirurgie